# Pandanus microstigma
Pandanus microstigma är en enhjärtbladig växtart som först beskrevs av Charles Gaudichaud-Beaupré, och fick sitt nu gällande namn av Isaac Bayley Balfour. Pandanus microstigma ingår i släktet Pandanus och familjen Pandanaceae.
Artens utbredningsområde är Madagaskar. Inga underarter finns listade.